# 차봉근
차봉근(車奉根, 1946년 10월 27일 ~  2022년 11월 28일)은 대한민국의 전직 전라남도의원이다.

## 학력
- 전남생명과학고등학교
- 한국방송통신대학교
- 조선대학교 정치외교학과 대학원 졸업
- 조선대학교 대학원 정치학 박사 수료

## 경력
- 강진군JC회장 역임
- 내외문제연구회 정책위원
- 새정치국민회의전라남도지부부지부장
- 전라남도의회 의장
- 1995.07 ~ 1998.06 제5대 전라남도의회 의원
- 1998.07 ~ 2002.06 제6대 전라남도의회 의원

## 역대 선거 결과
| 선거명          | 직책명                         | 대수            | 정당           | 득표율 | 득표수  | 결과 | 당락              |
| --------------- | ------------------------------ | --------------- | -------------- | ------ | ------- | ---- | ----------------- |
| 제1회 지방 선거 | 전라남도의원(강진군 제1선거구) | 5대 (민선 1기)  | 민주당         | 53.61% | 8,452표 | 1위  | 전라남도의원 당선 |
| 제2회 지방 선거 | 전라남도의원(강진군 제1선거구) | 6대 (민선 2기)  | 새정치국민회의 | 56.48% | 8,292표 | 1위  | 전라남도의원 당선 |
| 제3회 지방 선거 | 전남 강진군수                  | 38대 (민선 3기) | 새천년민주당   | 34.05% | 9,164표 | 2위  | 낙선              |
| 4·11 재보궐선거 | 전남 강진군수                  | 42대 (민선 5기) | 정통민주당     | 25.58% | 5,220표 | 2위  | 낙선              |